# Планка Добровольца
Планка Добровольца (ивр. אות ההתנדבות‎) — израильская военная награда, вручаемая ветеранам Первой и Второй мировых войн.

## Условия награждения
Лентой награждаются:
- Все те, кто во время Первой мировой войны пошел добровольцем в еврейский легион во время Первой мировой войне;
- Гражданин Израиля или постоянный житель Израиля, который во время постоянного проживания в Палестине вызвался добровольцем для службы в турецкой армии во время Первой мировой войны по требованию местного ишува;

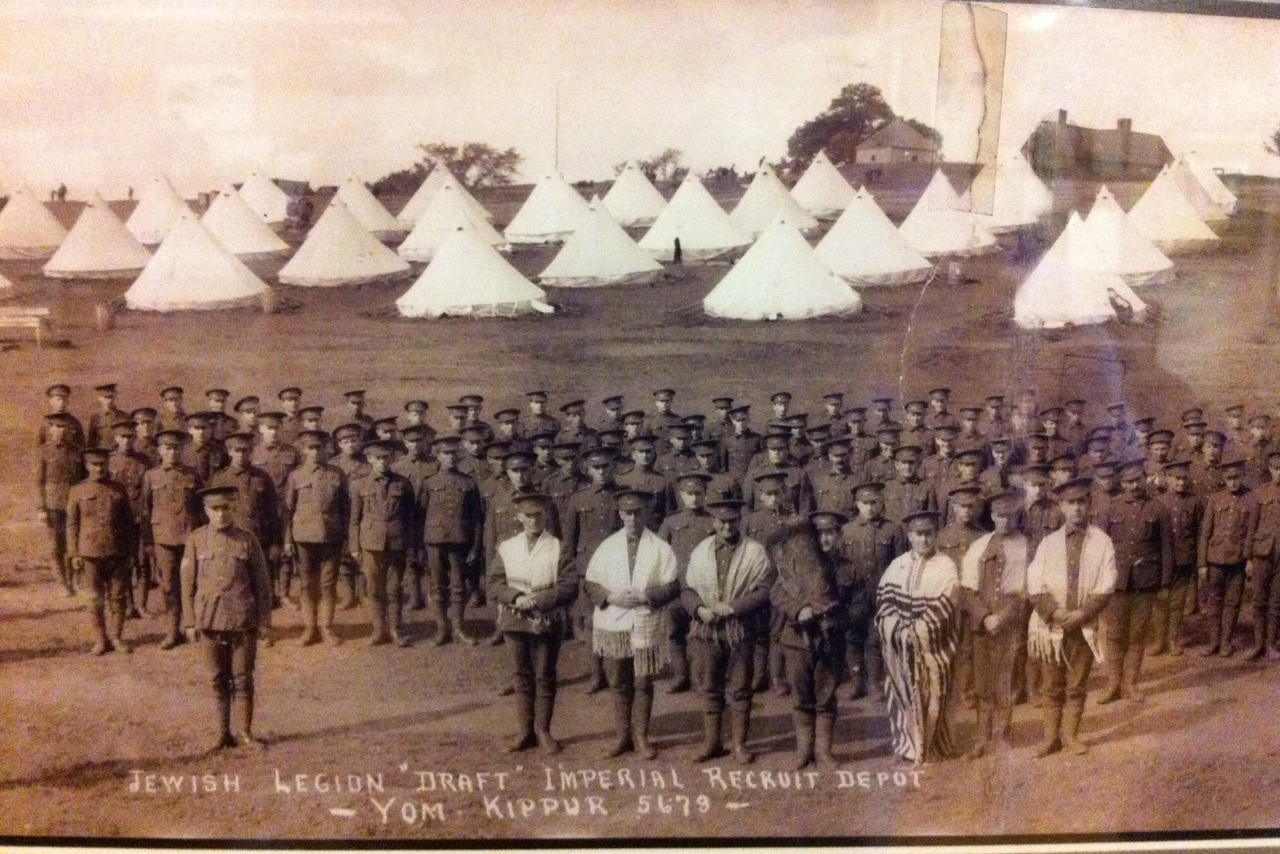
39-й батальон еврейского легиона в Форт Эдвард (Новая Шотландия), Йом-Кипур, 1918 год

- Граждане Израиля или постоянные жители Израиля, вступившие добровольцами в британскую армию во время Второй мировой войны до 11 августа 1944. Если они пошли добровольцами 11 августа или позже, условием получения является то, чтобы они служили в течение шести или более месяцев подряд;
- Граждане, которые пошли добровольцами во время Второй мировой войны, также имеют право на получение медали «Борца с нацизмом»;

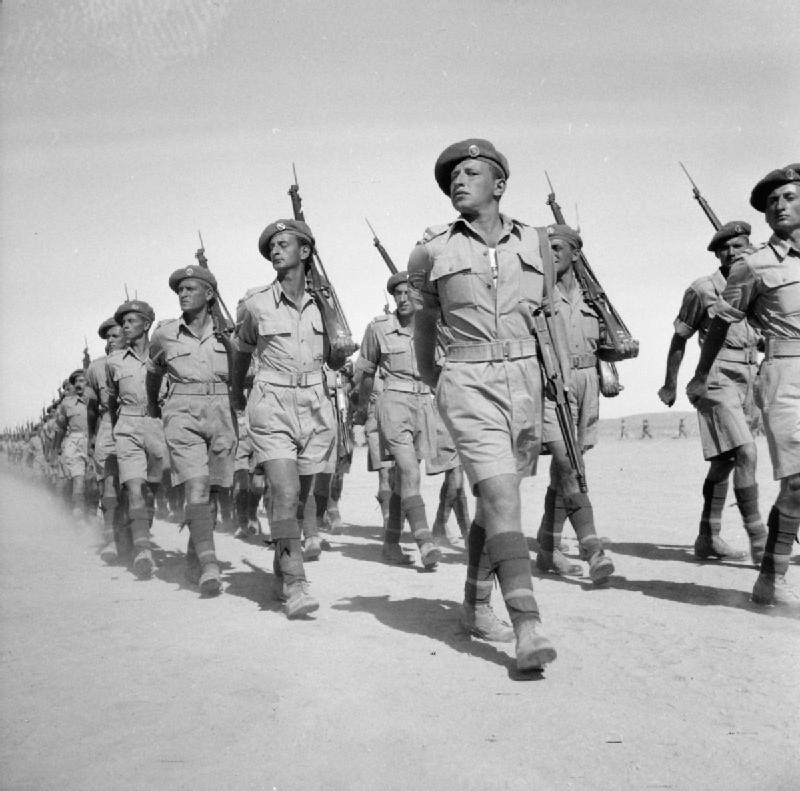
1-й батальон еврейской бригады на параде

В случае гибели лица, имеющее право на эту награду, его близкий родственник (супруг, сын, дочь, отец, мать, брат, сестра, внук, внучка) имею право подать заявление на получение ленты, или замены, в случае её утери или износа.

## Описание награды

### Планка

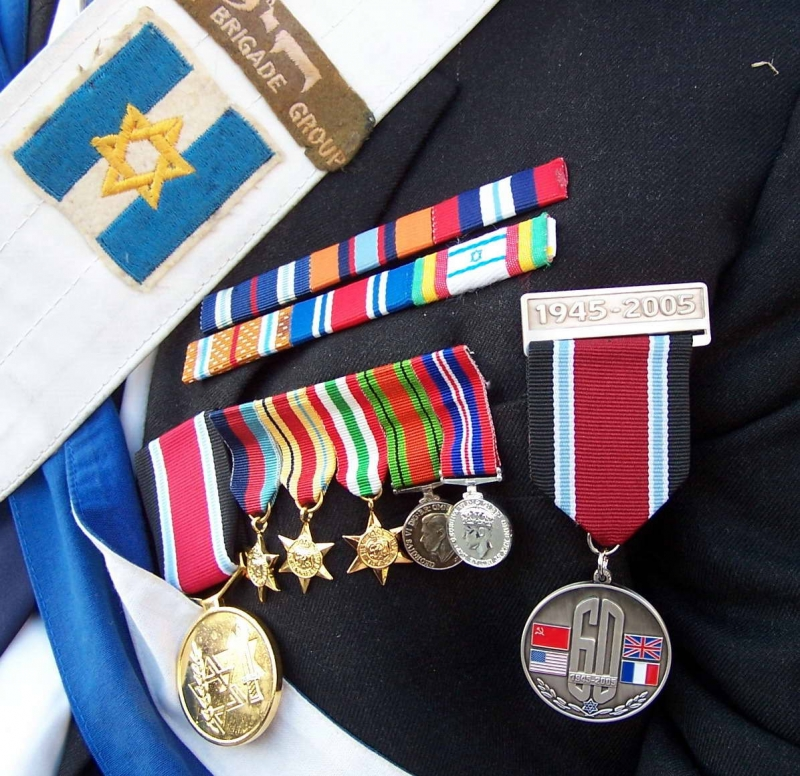
Форма израильского ветерана с медалями и планками, включая планку Добровольца

На центральной полосе ленты изображён флаг Израиля с красными, оранжевыми и зелёными полосами по бокам.